# 虹岳島温泉
虹岳島温泉（こがしまおんせん）は、福井県三方上中郡若狭町（旧国若狭国）にある三方五湖に面した冷鉱泉。

## 泉質
- 単純弱放射能冷鉱泉
- 加温有 加水あり

## 温泉街
三方五湖のひとつ水月湖に隣接し、日本秘湯を守る会に属する1軒宿が存在する。

## 歴史
銀座スエヒロが開発、現在ワカサリゾートが運営している。

## アクセス
車
- 舞鶴若狭自動車道若狭三方ICから国道27号で舞鶴方面に約10分

鉄道
- JR小浜線気山駅より送迎あり